# Expedição Malaspina 2010

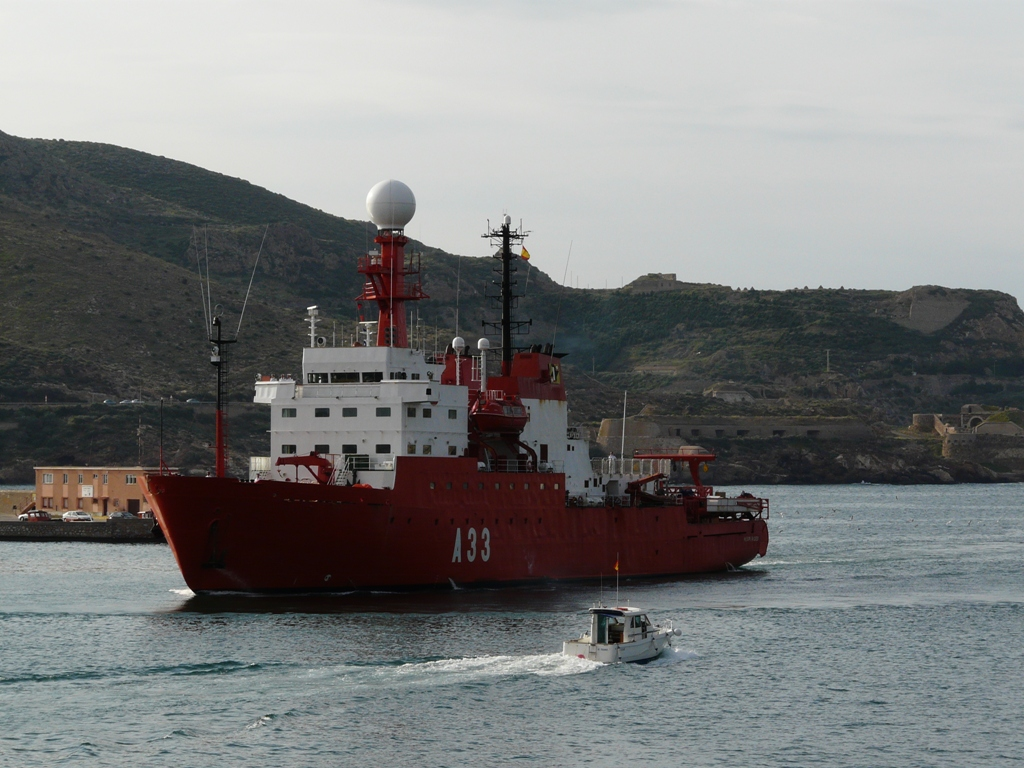
O navio "Hespérides" usado na Expedição Malaspina 2010.

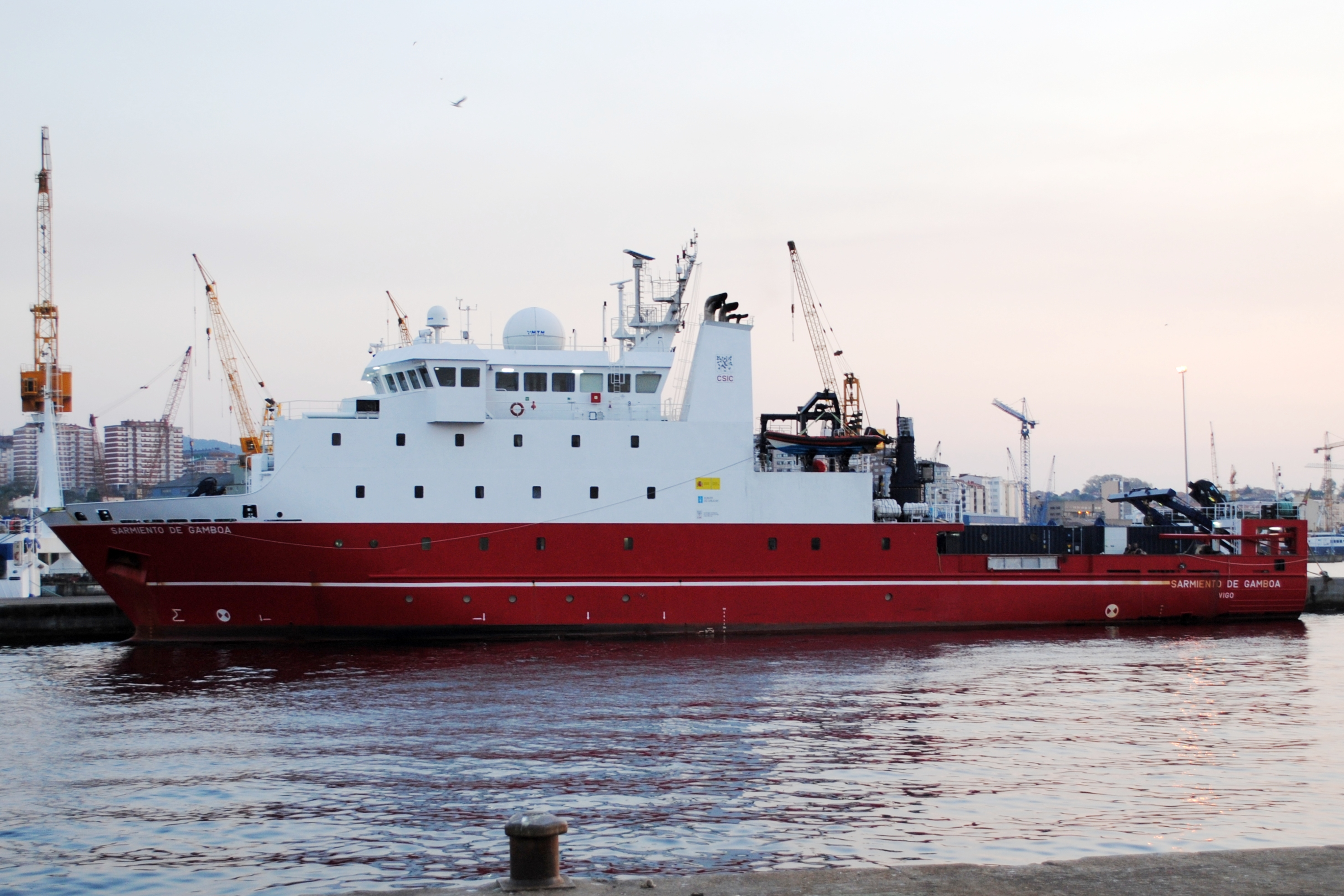
O navio "Sarmiento de Gamboa" usado na Expedição Malaspina 2010.

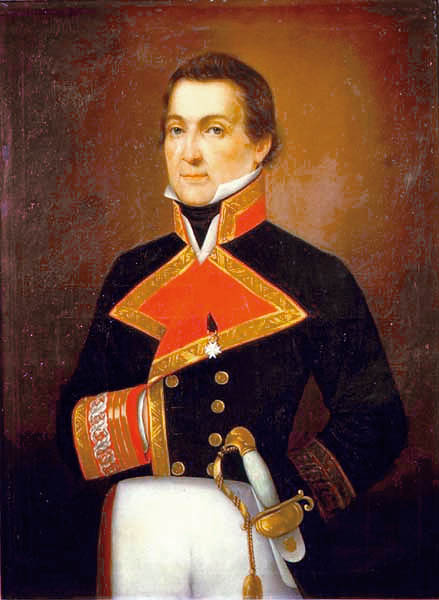
Alejandro Malaspina (1754-1810).

A Expedição Malaspina 2010    foi um empreendimento cientifico espanhol formado por uma equipe multidisciplinar, que de oito a nove meses, entre os anos de 2010 e 2011, abordo dos navios oceanográficos "Hespérides" e "Sarmiento de Gamboa", circum-navegou todos os oceanos da terra,  com exceção das regiões polares, com os objetivos de explorar a biodiversidade da vida marinha em oceano profundo, a poluição e o impacto da alteração climática em nossos mares, impulsionar as ciências marinha na Espanha, e atrair jovens pesquisadores.
O projeto  é o maior do seu tipo na história, pertence ao  Programa Consolider – Ingenio 2010, do Ministério de Ciência e Inovação da Espanha, foi liderado pelo Conselho Superior de Investigações Científicas (CSIC) da Espanha, e contou com a participação destacada da Armada Espanhola.
O nome da expedição é uma homenagem de celebração do aniversário de 200 anos da morte do tenente de navio Alejandro Malaspina, líder da ultima grande viagem de circum-navegação (científica) espanhola, que aconteceu entre os anos de 1789 a 1794, e que ficou conhecida posteriormente como "Expedição Malaspina".
Entre as avaliações realizadas, estão, entre outras coisas mais; o nível de poluição da água por resíduos plásticos flutuantes; a reprodução das medusas em relação as alterações climáticas; a acidificação da água e as reservas de peixes.
Ao final da expedição, o diagnóstico geral foi positivo, segundo o  oceanógrafo, pesquisador e diretor do projeto,  Carlos Duarte,  "O oceano global está melhor do que se pensava; a capacidade de degradação dos contaminantes e plásticos é melhor do que acreditávamos; as medusas não estão aumentando globalmente [como se temia, devido a alteração climática]; a acidificação da água esta ocorrendo, porém, é menos severa em relação a seus efeitos biológicos como era estimado e as reservas de peixes são de 10 a 30 vezes superiores aos cálculos anteriores.".

## Objetivos

### 1. Avaliar o impacto das mudanças globais sobre o oceano
A mudança global é o impacto da atividade humana sobre o funcionamento da biosfera. Inclui atividades que, embora exercida localmente, têm efeitos sobre o funcionamento global do sistema Terra. O oceano tem um papel central na regulação climática do planeta e é o maior sumidouro de CO2 e outras substâncias derivadas de atividade humana. O projeto vai estabelecer a Coleção Malaspina 2010, com dados e amostras ambientais e biológicas que estarão disponíveis para a comunidade científica para avaliar os impactos de mudanças na magnitude global no futuro. Por exemplo, quando novas tecnologias permitam avaliar os níveis de alguns poluentes que agora ainda não é possível medir.

### 2. Promover a exploração da biodiversidade no fundo do oceano
Os oceanos com mais de 3.000 metros de profundidade constituem metade da superfície do planeta e é portanto, o maior ecossistema da Terra. Ainda assim, os oceanos permanecem um mistério por causa das limitações impostas pelas tecnologias disponíveis até recentemente. Diz-se que sabemos mais sobre a Lua ou Marte do que dos oceanos de nosso próprio planeta.  O desenvolvimento de novas técnicas genômicas  permitiram agora a exploração da diversidade da vida no oceano escuro e avaliar o seu possível papel no metabolismo geral do oceano. A exploração da biodiversidade no fundo do mar também poderia render descobertas importantes com aplicações em biotecnologia.

### 3. Analisar o impacto da Expedição Malaspina Original
O projeto também tem como objetivo avaliar, a partir de fontes indígenas, o impacto sócio-político da expedição Malaspina em territórios inexplorados e analisar a biografia de Alejandro Malaspina com ênfase no trabalho que se seguiu à expedição.

### 4. Promover as ciências marinhas na Espanha e promover a consciência na sociedade
A Espanha teve um papel importante na exploração dos recursos do planeta, e hoje é líder na pesquisa oceanográfica internacional. O projeto tem como objetivo estimular as plataformas de cooperação no seio da comunidade de pesquisadores marinhas na Espanha, e também, trazer a ciência e a investigação sobre as mudanças globais e promover a cidadania através de diferentes atividades de divulgação: exposições, conferências, etc.

### 5. Treinar e atrair jovens investigadores para as ciências marinhas
O projeto representa uma oportunidade única para promover a formação de jovens investigadores em ciências marinhas. Quatro programas de pós-graduação são coordenados para fornecer um módulo de formação que inclui o Programa de Doutorado Malaspina Expedition BBVA-CSIC Foundation, financiado por essas instituições. O módulo de formação irá culminar com o uso do navio de treinamento de "Sarmiento de Gamboa" no palco da expedição Miami-Las Palmas.

## Blocos de Pesquisa
A expedição se organizou em dois blocos de investigação principais subdivididos em outros onze blocos derivados:

### Blocos temáticos
- Oceanografia física: Mudanças nas propriedades físicas do oceano
- Biogeoquímica do Oceano: carbono, nutrientes e gases-traço
- Deposição atmosférica e contaminantes orgânicos
- Óptica, fitoplâncton, produção e metabolismo
- Biodiversidade microbiana e função ecológica
- Distribuição e papel do zooplâncton no oceano global
- A expedição Malaspina. Ciência e política no exterior

### Blocos Horizontais
- Coordenação
- Ciência e Sociedade
- Treinamento
- Integração

## Percurso percorrido pela Expedição
A expedição Malaspina foi realizada ao longo de 2010 e 2011 em dois navios oceanográficos. O "Hespérides (A-33)" , operado pela Armada espanhola ,  que fez a circum-navegação, e  o "Sarmiento de Gamboa" , operado pelo CSIC , que trabalhou em paralelo com o primeiro entre Las Palmas e Santo Domingo (República Dominicana) e em retorno a Las Palmas. E em seu retorno para casa, para uma universidade flutuante destinada a formação em oceanografia para mestrandos.

### Rota do Hespérides

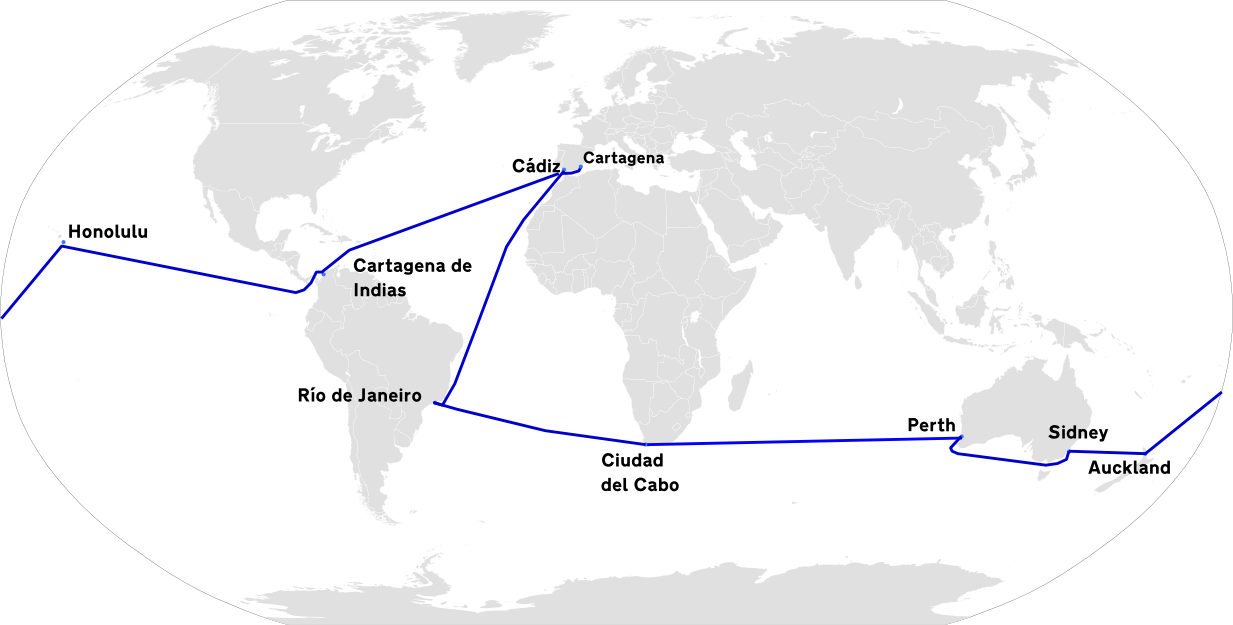
Mapa da Expediçao Malaspina 2010

- Cartagena - Cádis
- Cádis - Rio de Janeiro
- Rio de Janeiro - Cidade do Cabo
- Cidade do Cabo - Perth
- Perth - Sidney
- Sidney - Auckland
- Auckland - Honolulu
- Honolulu - Cartagena das Índias
- Cartagena das Índias - Cádis

## Resultados

### Poluição dos mares
Graças a esta expedição, pela primeira vez a quantidade total de resíduos plásticos que flutua nos mares da terra pôde ser medida, e com base nas observações feitas, segundo Duarte, a famosa ilha de lixo plástico, supostamente entre a costa estadunidense do Óregon ao Havaí, que tanto se falava, não existe. Andrés Cózar, um dos pesquisadores do projeto, afirma que os resultados do trabalho indicam que a quantidade estimada de plástico que flutua na superfície do oceano está entre 7 mil e 35 mil toneladas. Duarte  e Cózar  concordam em dizer que estes resíduos plásticos estão concentrados em cinco grandes zonas de acumulação relativamente isoladas, onde a circulação oceânica introduz a poluição, e que a contaminação de plástico ali foi calculada em torno de 200 gramas por quilometro quadrado,  onde por tanto, para Duarte, seria um exagero dizer que exista ilha ou ilhas de resíduos plásticos.
Para Cózar, uma das importantes conclusões do projeto é que este é um problema de escala global, onde por exemplo, 88% de todas as amostras recolhidas continham contaminação por resíduos de plásticos,  resultado este que possibilitou ter um melhor panorama da magnitude do problema, que segundo Cózar, [mesmo não sendo uma ilha ou ilhas de lixo plástico] é grande. 
Segundo Duarte, cerca de 2% do plástico produzido no mundo chega a costa, metade afunda na água, e a outra metade vai para a circulação oceânica, mas que na realidade a expedição encontrou apenas 1% daquilo que deveria haver. Eles especulam que talvez os plásticos estejam sendo degradados por microrganismos, ou se fragmentando em  partículas tão pequenas que escapam da captura das redes de sondagem utilizadas pela equipe, ou que talvez alguns animais os estejam consumindo, ou ainda uma possível combinação de ambos os fatores. Mas a verdade é que não se sabe, com segurança, o que está havendo com os outros 99% do plástico que chega ao mar. 

### Vida marinha
Em relação as medusas, com o aumento da temperatura global, temia-se que isso desencadeasse um crescimento prejudicial no número das medusas, mas isso não aconteceu.
Em relação aos peixes, as pesquisas de biomassa realizadas em profundidades entre 400 e 700 metros também apresentaram resultados positivos: "Os peixes possuem entre 5 e 20 centímetros de comprimento; como o peixe-lanterna e o peixe dragão ou peixe luz, e são muito mais abundantes em bacias centrais subtropicais do que é estimado entre 10 e 30 vezes mais." Explica Duarte, pesquisador e diretor do projeto.  "Pensava-se que as águas nessas latitudes são praticamente um deserto e não é. O que acontece é que a vida está escondida nas profundezas do dia, porque cerca de um terço destes peixes sobem à noite para alimentar a área de águas de superfície", acrescenta.